# Anton Johan Bergh
Anton Johan Bergh, född den 18 december 1830 i Stockholm, död den 1 juni 1890 i Visby, var en svensk ögonläkare.
Bergh blev filosofie doktor i Uppsala 1854, medicine licentiat 1862, och var lärare vid Gymnastiska centralinstitutets medicinska avdelning 1866-85. 
Han blev medicine hedersdoktor 1885 för sina i Stockholm utövade förtjänstfulla enskilda lärareverksamhet och författarskap inom oftalmologien, ävensom hans verksamhet som praktisverade läkare i berörda del av medicinen.
Bland Berghs skrifter märks Handledning vid undersökningen af ögonens funktioner (1884) samt Skolan och ögat (1885), jämte ett flertal mindre tidskriftsuppsatser.